# ヴライ
株式会社ヴライ（VRAI Inc.）は東京都港区に本社を置く日本のエージェント。モデル、タレント、クリエーターのマネジメント業務。海外モデル、タレント、クリエーターの招聘・日本国内における撮影、イベント開催等に関するコーディネート業務を行う。

## モデル・タレント・クリエーター
- 大杉亜依里
- 有働真帆
- JONTE' MOANING
- YUKO SUMIDA JACKSON
- 新宮利彦
- SHOJI VAN KUZUMI
- CARMEN KASS